# بو شيبرد
بو شيبرد (بالإنجليزية: Bo Shepard)‏ هو مدرب كرة سلة أمريكي، ولد في 18 سبتمبر 1904 في كارولاينا الجنوبية في الولايات المتحدة، وتوفي في 8 مايو 1983 في تشابل هيل في الولايات المتحدة.

## روابط خارجية
- بو شيبرد على موقع كلية كرة السلة في سبورتس رفرنس.كوم (الإنجليزية)